# Blæretang
Blæretang (Fucus vesiculosus) er en brunalge med et 20-70 centimeter langt løv, der har flade, gaffeldelte flige. Den er kendetegnet ved sine parvist stillede luftfyldte flydeblærer. Blæretang er almindelig ved alle danske kyster, hvor den ofte vokser på så lavt vand, at den bliver tørlagt ved lavvande.

## Forekomst
Blæretangen vokser på sten og muslingeskaller, hvortil den er fæstet med en flad hæfteskive. Den ses ofte i et bredt bælte langs kysten, både i saltvand og brakvand, men findes sjældent på større dybder end 4-5 meter. Brændingen må heller ikke være for voldsom.

## Flydeevne
Tangen holder sig oppe i vandet ved hjælp af luftblærer, der sidder parvis fire-fem centimeter fra spidsen af løvet. Disse luftblærer kan dog undertiden mangle.

## Anvendelse
I gamle dage brugte man blæretangen til at helbrede sygdomme i tarme og i mave.
Blæretang kan også spises, fortrinsvis de yderste skudspidser (10-15 centimeter). Kogetiden afhænger af alder – fra 20 til 45 minutter. Blæretang smager godt kogt med presset citron, stuvet eller i supper og sammenkogte retter.
Fisk har gavn af blæretang, idet de finder føde, lægger æg og skjuler sig i tangen. Posthornsormen "bor" på blæretangen.